# Seth Hinrichs
Seth Hinrichs (Clara City (Minnesota), 24 de marzo de 1993) es un baloncestista estadounidense que pertenece a la plantilla del EWE Baskets Oldenburg de la BBL alemana. Con 1,99 metros de estatura, juega en la posición de alero.

## Trayectoria deportiva
Es un alero formado en la universidad de Lafayette Leopards. Tras no ser elegido en el Draft de la NBA de 2015, debutaría como profesional en la Liga Portuguesa de Basquetebol, donde jugaría una temporada en las filas del FC Porto (baloncesto).
Más tarde, llegaría a Alemania para jugar en las filas del VfL Kirchheim Knights de la 2. Basketball Bundesliga.
En verano de 2017 fichó por el Rasta Vechta para jugar en la misma categoría y conseguiría el ascenso en 2018 a la Basketball Bundesliga.
Disputa la Basketball Bundesliga durante temporada 2018-19, realizando un papel destacado con Rasta Vechta.
En la temporada 2019-20, cambia de equipo en la Basketball Bundesliga para jugar en las filas del ratiopharm Ulm, en el que promedia 6,7 puntos, 4,9 rebotes y 2 asistencias por partido.
En agosto de 2020, llega a España para jugar en las filas del Baxi Manresa de la liga ACB.
El 22 de julio de 2021, firma por el Hamburg Towers de la BBL alemana.
Tras tres temporadas en Hamburgo, el 11 de junio de 2024 fichó por el EWE Baskets Oldenburg, también de la BBL alemana.